# Don't Turn Around
Don't Turn Around est une chanson écrite par Diane Warren et Albert Hammond. Elle a été enregistrée pour la première fois en 1986 par Tina Turner en face B du premier single de son album Break Every Rule, le single étant Typical Male.
Déçue que la chanson ne figure pas sur l'album de la reine de la soul, Warren collabora avec la chanteuse britannique Bonnie Tyler (It's a Heartache, Total Eclipse of the Heart) qui enregistra Don't Turn Around sur son album Notes From America/Hide Your Heart en 1988.
Mais c'est avec le groupe anglais Aswad que la chanson connaît un premier et réel succès en 1988, se hissant notamment à la 1re place des charts anglais et néo-zélandais,. Il faut cependant attendre 1994 pour que Don't Turn Around rencontre son plus grand succès grâce au groupe suédois Ace of Base, en atteignant entre autres le 1er rang du Billboard Mainstream Top 40 et le 4e rang du Billboard Hot 100 aux États-Unis,, ainsi que la 5e position des charts anglais.
Don't Turn Around fut néanmoins repris maintes fois.